# Jakub Fankidejski
Jakub Fankidejski (ur. 23 maja 1844 w Wielbrandowie koło Starogardu Gdańskiego, zm. 6 czerwca 1883 w Pelplinie) – ksiądz, historyk regionalny.

## Życiorys
W latach 1857-1866 był uczniem gimnazjum w Chełmnie. Studiował teologię na uniwersytetach we Fryburgu Badeńskim i Monasterze. Dalsze studia odbywał w Seminarium Duchownym w Pelplinie. Święcenia kapłańskie otrzymał  w 1870 i został mianowany wikariuszem katedralnym i nauczycielem  Collegium Marianum w Pelplinie.
Korzystając z bogatego archiwum diecezjalnego opracował i wydał drukiem wiele prac poświęconych diecezji w Chełmnie, m.in.: "Utracone kościoły i kaplice w dzisiejszej dyecezyji chełmińskiej" (1880, "Obrazy cudowne i miejsca w dzisiejszej dyecezyji chełmińskiej" (1880), "O publicznej pokucie w polskiem Pomorzu i na ziemi chełmińskiej" (1880-1881), "Klasztory żeńskie w dyecezyi chełmińskiej" (1883). Najważniejszym dziełem było dostarczenie źródeł i opracowanie dziejów miast i wsi Pomorza Gdańskiego do "Słownika geograficznego Królestwa Polskiego" (zdążył opracować dane do litery L).
Zmarł na gruźlicę w wieku 39 lat i został pochowany na cmentarzu przy kościele pw. Bożego Ciała (dawnym parafialnym) w Pelplinie. Jego nagrobek zachował się do dzisiaj przy południowej fasadzie kościoła.
W 2011 r. dwa jego najważniejsze opracowania monograficzne (Utracone kościoły... i Obrazy cudowne...) zostały wydane przez Wydawnictwo Region z Gdyni w wersji uwspółcześnionej i zaopatrzonej w komentarze.

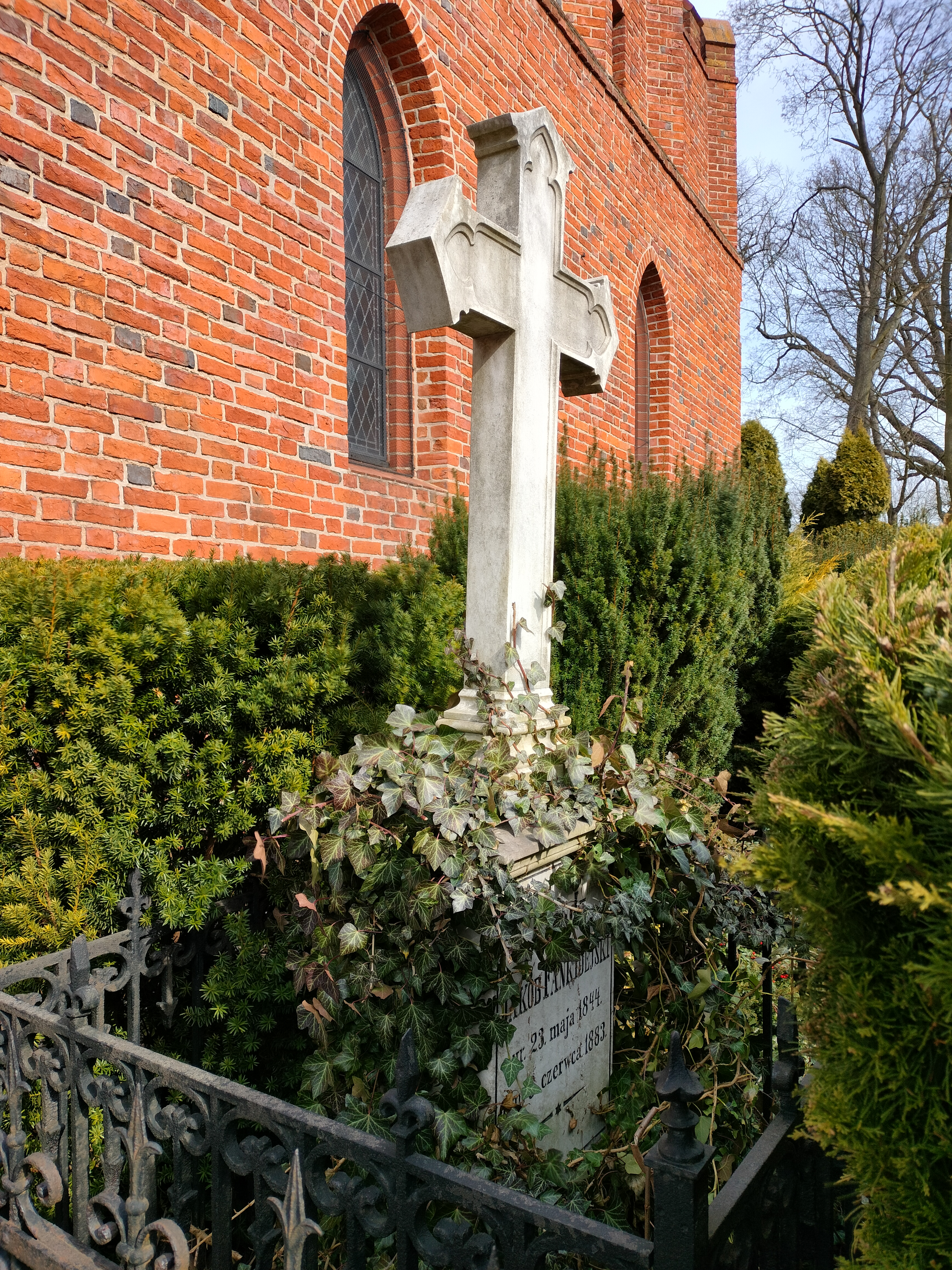
Nagrobek ks. Jakuba Fankidejskiego przy kościele pw. Bożego Ciała w Pelplinie.

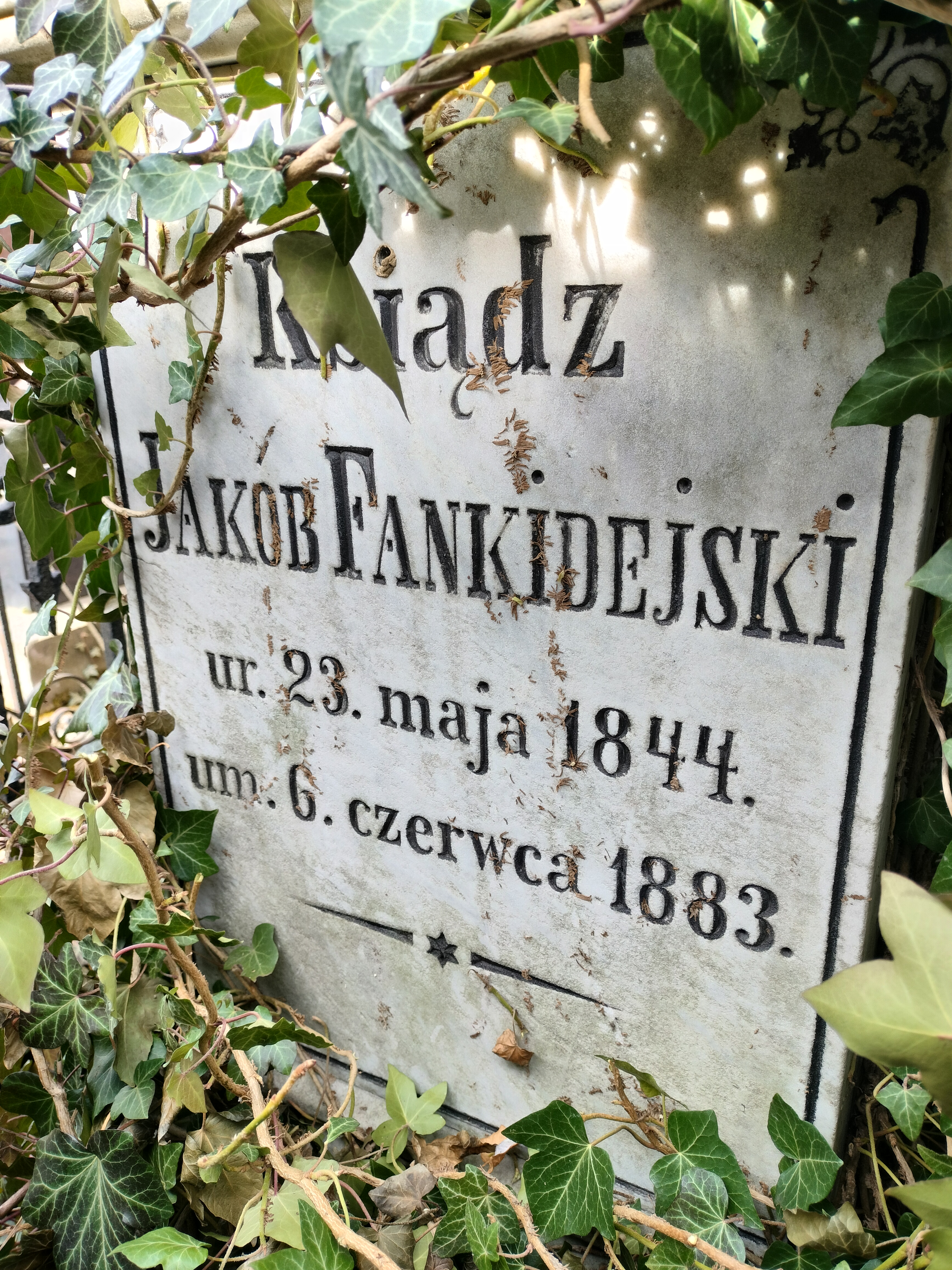
Nagrobek ks. Jakuba Fankidejskiego w Pelplinie – płyta z napisem.